# Сонатина
Сонати́на (соната без разработки) — разновидность сонатной формы, в которой отсутствует разработка, и которая применяется в типичных для сонатной формы условиях (например, в первых частях цикла).

## Общие сведения
Эта разновидность сонатной формы не очень распространена. Применяется она обычно в произведениях более «легкого» характера. Основная область применения — увертюра (увертюра к опере, балету или увертюра как самостоятельное произведение).
При отсутствии главнейшего для сонатной формы раздела — разработки — сонатина тем не менее сохраняет принадлежность к этой форме. Она обладает традиционным сонатным тематизмом (активная главная партия и напевная побочная) и активной мотивной работой, хотя бы на уровне экспозиции.
Первая часть сонатины, как правило, писалась в лаконичной сонатной форме с кратко изложенными темами, которые особо не имели развития. Разработка в ней либо вовсе отсутствовала, либо заменялась небольшим связующим переходом от экспозиции к репризе. Прежде данная сонатная форма именовалась как, «Форма сонатины».